# Gaetano Quartararo
Gaetano Quartararo est un acteur, réalisateur et scénariste italien actif entre 1950 et 1973,.

## Biographie
De 1950 à 1973, Quartararo joue plusieurs petits rôles, dont le plus important est celui de Midollo en 1963 dans Omicron, réalisé par Ugo Gregoretti. Il travaille également dans des roman-photos, jouant notamment dans Aiutami, signore! avec Francesco Mulè, Anna Maria Olivieri, Olga Solbelli. En 1968, il écrit et produit le film Colpo sensazionale al servizio del Sifar (it), réalisé par José Luis Merino. L'année suivante, il réalise le film de guerre Ora X: Pattuglia suicida.

## Filmographie

### Acteur de cinéma
- 1950 : Mara fille sauvage (Il brigante Musolino) de Mario Camerini
- 1962 : Letto di sabbia d'Albino Principe (it)
- 1962 : Le Gladiateur de Rome (Il gladiatore di Roma) de Mario Costa - non crédité
- 1963 : Rocambole de Bernard Borderie
- 1963 : Maciste contre les géants (Maciste, il gladiatore più forte del mondo) de Michele Lupo - non crédité
- 1963 : Omicron d'Ugo Gregoretti
- 1964 : La Terreur des gladiateurs (Coriolano : Eroe senza patria) de Giorgio Ferroni
- 1964 : Le Colosse de Rome (Il colosso di Roma) de Giorgio Ferroni
- 1964 : La Révolte de Sparte (La rivolta dei sette) d'Alberto De Martino
- 1964 : Le Triomphe d'Hercule (Il trionfo di Ercole) d'Alberto De Martino
- 1964 : La Terreur des Kirghiz (Ursus, il terrore dei kirghisi) d'Antonio Margheriti
- 1964 : L'Amour primitif (L'amore primitivo) de Luigi Scattini
- 1964 : Intrigo a Los Angeles (it) de Romano Ferrara (it)
- 1964 : Le Dernier Pistolet (Jim il primo) de Sergio Bergonzelli
- 1964 : Les Trois Centurions (I tre centurioni) de Roberto Mauri
- 1965 : Super 7 appelle le Sphinx (Superseven chiama Cairo) d'Umberto Lenzi
- 1966 : Des fleurs pour un espion (Le spie amano i fiori) d'Umberto Lenzi
- 1966 : Ombres sur le Liban (Le spie uccidono in silenzio) de Mario Caiano
- 1967 : Mister X (it) de Piero Vivarelli
- 1968 : Satanik de Piero Vivarelli
- 1968 : Colpo sensazionale al servizio del Sifar (it) de José Luis Merino
- 1973 : Baciamo le mani de Vittorio Schiraldi (it)

### Acteur de télévision
- 1962 : Più rosa che giallo (it) – série télévisée, épisodes 1x5
- 1962 : Il mondo è una prigione (it) de Vittorio Cottafavi – téléfilm
- 1962 : Una tragedia americana (it) – minisérie télévisée, épisodes 1x5-1x6
- 1964 : I miserabili (it) – série télévisée, épisodes 1x9
- 1967 : Il triangolo rosso (it) – série télévisée, épisodes 1x2

### Réalisateur
- 1969 : Ora X: Pattuglia suicida